# Seymeriopsis bissei
Seymeriopsis bissei är en snyltrotsväxtart som beskrevs av N.N. Tsvelev. Seymeriopsis bissei ingår i släktet Seymeriopsis och familjen snyltrotsväxter. Inga underarter finns listade i Catalogue of Life.